# Аутофобія
Аутофо́бія — патологічний страх самотності. Також страх самого себе.
Досить багато людей страждає від такого розладу, як емоційно, так і фізично.
Ознаками аутофобії є сильні душевні переживання, духовна порожнеча, високий рівень тривоги, втрата інтересу до навколишнього світу тощо. Психосоматичний прояв аутофобії — нейродерміт. Аутофобія часто призводить до депресії і суїцидальної поведінки.